# Dick Creith
RIchard "Dick" Creith (Bushmills, 28 augustus 1938) is een Noord-Iers voormalig motorcoureur. Hij is eenmalig Grand Prix-winnaar in het wereldkampioenschap wegrace.

## Carrière
De motorsportcarrière van Creith speelde zich voornamelijk af in het Verenigd Koninkrijk. Zo won hij in 1964 en 1965 op een Norton de 500 cc-klasse van de North West 200. Tussen 1959 en 1965 reed hij, behalve in 1961, in de 500 cc-race van de Ulster Grand Prix, een race die meetelde voor het wereldkampioenschap wegrace. Enkel in 1960 reed hij op een BSA, de andere keren reed hij op een Norton. In 1959 en 1962 kwam hij niet aan de finish, terwijl hij in 1960 en 1963 respectievelijk op de plaatsen 22 en 11 eindigde. De edities van 1964 en 1965 werden geteisterd door regenval. In 1964 eindigde Creith als tweede, voordat hij in 1965 zijn enige Grand Prix-overwinning behaalde. In deze twee jaren nam hij ook deel aan de 350 cc-race, maar beide keren haalde hij de eindstreep niet.